# شهرداری مسعود بوجریو
شهرداری مسعود بوجریو (به عربی: بلدية مسعود بوجريو) یک شهرداری در الجزایر است که در استان قسنطینه واقع شده‌است.